# Bogusław Owczarek
Bogusław Owczarek (ur. 11 lipca 1965 w Wolborzu) – polski jeździec, olimpijczyk z Atlanty 1996.
Jeździec specjalizujący się w WKKW. Wielokrotny medalista mistrzostw Polski:
- srebrny w latach 1987 (na koniu Zoon), 1989 (na koniu Gaston), 1993, 1994[2],
- brązowy w latach 2002 (na koniu Barnaba).

W roku 1996 na igrzyskach był członkiem drużyny (partnerami byli: Rafał Choynowski, Bogusław Jarecki, Artur Społowicz), która zajęła 16. miejsce.